# 女王対スパロー
女王対スパロー（じょおうたいスパロー）（1990 1 S.C.R. 1075）とは、カナダ最高裁判所による重要な判決のひとつであり、先住民であるファーストネイションの人びとの権利を、1982年憲法法第35項のもとで、憲法の理念に基づいて定着させようとするはじめての試みとなった。最高裁は、漁業権のような先住民権は、1982年以来現存しており、カナダ憲法のもとで保護され、政府のカナダの先住民への信託の義務をめぐる事由・根拠の正当化なしに侵害されてはならないとの判断を示した。

## 背景
ロナルド・エドワード・スパローは、モスキアムインディアンバンドの一員であり、漁業法のもとでバンドの漁業に許可されているものより20ファゾム（約37メートル）ほど長い、全長45ファゾム（約82メートル）の流し網を用いて漁を行った。スパローは告発されたすべての事実を認めたが、1982年憲法法の第35条（1）のもとで自分の漁業権を行使しているのだという論拠にもとづいて、その事実を正当化した。
審理において判事は、第35項が現存する条約上の権利のみを保護し、もともと先住民権に備わる漁業権はないとみなした。答弁を支持する十分な証拠がないとの理由により、地裁への提訴は退けられ、上訴裁判所への提訴も再度退けられた。
最高裁に付された論点は、網の長さの制限が第35項（1）を侵害しているかどうかということだった。

## 最高裁の意見
全員一致の判決がブライアン・ディクソン裁判長 とジェラール・ラフォーレ判事によって裁定された。彼らは、スパローが行使していたのは、「本来備えているべき」先住民権であり、州法の制定以前には存在していた、1982年憲法法の第35項によって保証され保護されているものだと考えた。この判決にたどりつくために、彼らは35項（1）のそれぞれの言葉について釈義を行った。

### 「現存する」
第35項（1）のなかにある「現存する」という言葉は、最高裁によれば、「時代を通じての先住民の進化を許容するように、柔軟に解釈され」なければならない。「現存する」という言葉は、したがって、1982年憲法法の導入以前にも「消滅させられて」いなかった諸権利を参照して解釈された。彼らは、1982年に行使されていた諸権利を参照することで、それに代わる「冷凍された」解釈を拒んだのである。
モスキアム族の、何世紀にもわたる、また植民地時代にも続いた、漁業の営みをめぐる歴史的記録に基づいて、裁判所は、バンドが食料のために漁をする明確な権利を有すると見なした。
権利の消滅は、政府がそうした権利を拒否しようとする「明確で単純な意図」を示した、何らかの法律を通してのみ発生しうる。ここでは、裁判所は、国王が食料のための漁業権が1982年以前に消滅させられたと証明することは不可能だと見なした。ライセンス付与という図式は、たんなる漁業規制の手段に過ぎず、もともとある権利を消去するものではないし、漁業権に対する政府のいかなる歴史的な政策にも結局のところ、権利の消滅のための明確な意図はみとめられない。

### 「承認され、確認される」
「承認され、確認される」の言葉には、裁判所の考えによると、先住民の人びとに対する政府の信託の義務が盛り込まれており、そのことから、政府には、先住民権に抵触して権力を及ぼすときに、自制が求められている。このことはさらに、先住民権が絶対のものではなく、十分に満たされた根拠があれば侵害しうるものであることを示唆している。

## 余波
スパロー訴訟以後、州法は、しかるべき優先権を与えているときに限り、先住民権を制限することができるようになった。なぜなら先住民権は、非先住民の権利とは異なる性質を有するからである。
この重要な決定以来、「スパロー検定」が、多くの専門家たちによって、カナダの法が先住民権をどの程度まで制限できるのかを測定する方法として用いられている。
不適当な優先権をめぐる典型的な事例には、例えば抽選による狩猟許可の分配がある。